# GSC2150-4302
GSC2150-4302 — хімічно пекулярна зоря спектрального класу A3, що має видиму зоряну величину в смузі V приблизно 10,5.